# 维尔德旺肖蒙
维尔德旺肖蒙（法語：Ville-devant-Chaumont，法語發音：[vil dəvɑ̃ ʃomɔ̃]，意为“肖蒙前方的维尔”）是法国默兹省的一个市镇，属于凡尔登区。

## 地理
维尔德旺肖蒙（49°17'38"N, 5°25'38"E）面积4.21 平方千米，位于法国大東部大區默兹省，该省份为法国西北部内陆省份，北与比利时接壤，西接马恩省和阿登省，南至上马恩省和孚日省，东临默尔特-摩泽尔省。
与维尔德旺肖蒙接壤的市镇（或旧市镇、城区）包括：阿扎讷和苏马扎讷、凡尔登地区博蒙、肖蒙德旺当维莱、穆瓦雷弗拉巴克雷皮翁。
维尔德旺肖蒙的时区为UTC+01:00、UTC+02:00（夏令时）。

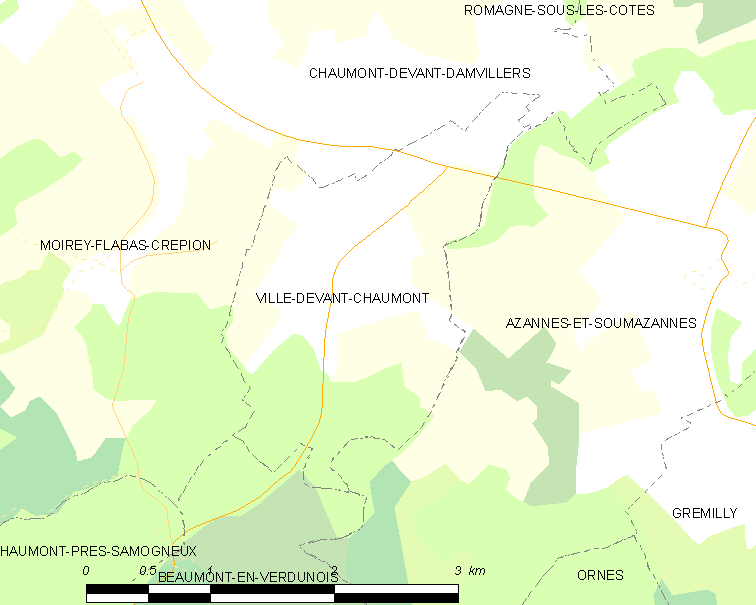
维尔德旺肖蒙的OSM定位图

## 行政
维尔德旺肖蒙的邮政编码为55150，INSEE市镇编码为55556。

## 政治
维尔德旺肖蒙所属的省级选区为蒙梅迪县。

## 人口

1962-2008年间维尔德旺肖蒙人口变化图示

维尔德旺肖蒙于2022年1月1日时的人口数量为49人。